# Alex Ekström
Oskar Harald Alexius "Alex" Ekström, född 4 oktober 1883 i Enköping, död 20 februari 1958 i Stockholm, var en svensk tävlingscyklist.

## Karriär
1909 vann Ekström den första upplagan av Skandisloppet på 6 timmar, 44 minuter och 55 sekunder. Vid olympiska sommarspelen 1912 i Stockholm slutade han på 12:e plats i tempoloppet. Eftersom fyra andra svenskar slutade före honom i resultatlistan räknades Ekström inte med i det svenska lag som tog guld i lagtempoloppet.
Ekström blev svensk mästare i lagtävlingen i tempolopp på 10 km 1913 tillsammans med Arvid Pettersson och Ragnar Malm.